# Сагайдачный, Евгений Яковлевич
Евгений Яковлевич Сагайдачный (22 апреля 1886, Херсон — 21 августа 1961, Косов, Станиславская область) — украинский художник, театральный декоратор, скульптор, педагог, этнограф и коллекционер. Один из первых преподавателей Межигорского керамического техникума.

## Биография
Художественное образование получил в Санкт-Петербурге. Учился в частных мастерских Я. Ционглинского и М. Кардовского, училище барона Штиглица в Петербурге. Участник художественных выставок (с 1909). В 1910—1912 годах путешествовал по Италии, Греции и Османской империи. В начале творческой деятельности пробовал свои силы в различных видах искусства, сблизился с различными левыми авангардными объединениями, участвовал в их выставках. В частности в 1912 году на выставке «Ослиный хвост» экспонировал свои 12 работ. Декоратор в театрах Петербурга и Киева (1911—1918). Учился в Украинской академии искусств (1917—1920, мастерская М. Бойчука).
Преподавал рисунок и композицию, скульптуру в Художественно-промышленной школе им. Н. В. Гоголя в Миргороде (1920—1922). Профессор скульптурного факультета Киевского художественного института (1922—1932), в организации которого принимал участие. Преподаватель Межигорского керамического техникума (1922—1932). С 1923 — в Киевской художественно-индустриальной школе, а с 1932 преподавал в учебных заведениях Луганска (художественный рабочий факультет), Днепропетровска (художественный техникум, с 1936) и Нежина. С 1946 поселился в Косове, с 1947 преподавал в Косовском училище прикладного искусства.

### Особенности творчества
Произведения Сагайдачного 1910—1920 отличаются лаконично-аскетичной простотой формы, его образы связаны с национальной украинской средой, обозначены оптимистичным звучанием.
Много внимания уделял пейзажном жанровые, что открывал ему широкое поле для экспериментов. Его привлекала лаконичная логика кубизма.
После переезда на Украину в 1917 увлекся работой над скульптурой, пользуясь деревом и керамикой — материалами, наиболее соответствующие его творческой натуре.
С 1930-х годов наметился его уход с формальных позиций авангардизма.
Работал также в книжной графике и гравюре.

## Произведения
Декоративные росписи «Свадьба» (1911).
Акварели с гуцульского жизни: «На базаре» (1949), «С Соколивки в Яворов» (1951), «Цветы картошки» (1952), «Зимний базар» (1954), «Дорога на Пистинь» (1957), "Окраина Косово "(1960).
Скульптура: «Женщина на коленях», «Рабочий с молотом», «Женщина в плахте», «Женщина молится» (все — 1920-е гг.).

### Картины
«Кони» (1912)
«Улочки в Турции», «Кони» (1920)
«Пейзаж с деревом»
«Женщина у трепалки», «Провевает зерно», «Подготовка пищу», «Крестьянская беда», «Деревня», «На Припяти», «У колодца» (все — 1920-е гг.)
«Овраги у Луганского», «Цветущий куст боярышника» (с 1930-х гг.)

## Коллекция
Живя и работая на Гуцульщине, увлекся сбором изделий народных умельцев. Оставил большую коллекцию народного, в частности гуцульского, искусства.